# Кастровил (Тексас)
Кастровил (енгл. Castroville) град је у америчкој савезној држави Тексас. По попису становништва из 2010. у њему је живело 2.680 становника.

## Демографија
Према попису становништва из 2010. у граду је живело 2.680 становника, што је 16 (0,6%) становника више него 2000. године.
| Група             | 2000.         | 2010.         |
| Белци             | 1.650 (61,9%) | 1.605 (59,9%) |
| Афроамериканци    | 3 (0,1%)      | 14 (0,5%)     |
| Азијати           | 21 (0,8%)     | 18 (0,7%)     |
| Хиспаноамериканци | 959 (36,0%)   | 1.017 (37,9%) |
| Укупно            | 2.664         | 2.680         |